# クルードさんちのはじめての冒険
『クルードさんちのはじめての冒険』（The Croods）は、ドリームワークス・アニメーション製作、20世紀フォックス配給による2013年の3Dコンピュータアニメーション映画である。声の出演はニコラス・ケイジ、エマ・ストーン、ライアン・レイノルズ、キャサリン・キーナー、クラーク・デューク、クロリス・リーチマンらである。
監督・脚本はカーク・デミッコとクリス・サンダース、プロデューサーはクリスティン・ベルソンとジェーン・ハートウェルが務めた。2013年2月15日に第63回ベルリン国際映画祭でプレミア上映された後、同年3月22日にアメリカ合衆国で封切られた。ドリームワークス・アニメーションがパラマウント映画との配給契約を終了し、新たに契約した20世紀フォックスが配給する初の作品である。
製作費1億3500万ドルに対して世界興行収入は5億8700万ドルを超えた。シリーズ化が決まり、続編やテレビアニメが企画中である。
日本では劇場未公開だったが、2013年11月20日にDVDとブルーレイの販売、レンタルが開始された。

## ストーリー
先史時代の真っ只中で、ほとんどの場合洞窟の中に隠れて、生きているグルーグ（ニコラス・ケージ）、妻のウガ（キャサリン・キーナー）、おばあちゃん（クロリス・リーチマン）、男の子のサンク（クラーク・デューク）、小さな女の子 激しいサンディ（ランディ・トム）と若いイープ（エマ・ストーン）。 彼らは、外の世界を恐れている父親が率いる家族、クルードです。 10代のイープが若いガイ（ライアン・レイノルズ）と出会うことになるので、大きな変化だけが起こりそうです。彼は信じられないほどの新しい世界を提示します。今、一緒に、彼らは大きな課題に直面し、新しくて楽しい時代に適応します。

## キャスト
※括弧内は日本語吹替
- グラグ・クルード - ニコラス・ケイジ[10]（てらそままさき）

クルード家の父親。家族思い。頭は固いが「時には臆病も必要」と語る哲学的な面もある。
- イープ・クルード - エマ・ストーン[10]（朴璐美）

クルード家の娘の一人。10代。じっとしているのが苦手で好奇心旺盛で外の世界に興味がある。
- ガイ - ライアン・レイノルズ[10]（小野大輔）

イープが出会った男性。腕力はあまりないが頭はよい。
- ウーガ・クルード - キャサリン・キーナー[10]（さとうあい）

グラグの妻。
- タンク・クルード - クラーク・デューク[10]（佐藤せつじ）

クルード家の息子。
- グラン - クロリス・リーチマン[10]（野沢雅子）

クルード家の祖母。
- ベルト - クリス・サンダース[11]（諸田和典）

猿に似た生物。
- サンディ・クルード - ランディ・トム[10]（諸星すみれ）

クルード家の少女。

## 製作
2005年に『Crood Awakening』というタイトルで企画が発表され、当時ドリームワークス・アニメーションと5本分の契約していたアードマン・アニメーションズがストップモーション映画として製作する予定であった。ジョン・クリーズとカーク・デミッコはロアルド・ダールの物語『いじわる夫婦が消えちゃった!』を基とした作品のために働いていた。ドリームワークスは脚本のコピーを入手し、彼らを同社に招いた。彼らは慌てる2人の穴居人、発明家、ラッダイトといったアイデアを採用し、脚本の最初のいくつかの草案を執筆した。2007年位アードマンとの契約が切れ、映画の権利はドリームワークスに戻った。
2007年3月、クリス・サンダースが本作を監督するためにドリームワークスに入り、脚本を書き直した。2008年9月、サンダースが『ヒックとドラゴン』に参加するために『Croods』を保留することが報じられ、公開予定は当初から1年遅れの2012年3月に延期された。2009年5月、タイトルは『The Croods』に確定し、新たに共同監督としてカーク・デミッコが加わった。2011年3月、別の理由により公開予定日はさらに1年遅れの2013年3月1日に延期され、最終的に3月22日となった。

## 公開
2013年2月15日、第63回ベルリン国際映画祭のコンペティション部門外でプレミア上映された。2013年3月22日にアメリカ合衆国で封切られた。ハンガリーのブダペストのシネマ・シティ劇場で4DX形式で上映された。中国ではオリエンタル・ドリームワークスが配給した初の作品として公開された。

## 評価

### 批評家の反応
Rotten Tomatoesでは129件の批評家レビューで支持率は69%となった。Metacriticでは30件のレビューで加重平均値は55/100となった。
『USAトゥデイ』のクラウディア・プイグは4つ星満点中2つ星を与え、「適切に選択された声優たちと視覚的に見事なアニメーションの冒険が、精彩を欠いたユーモアと蛇行している物語によって妨げられている」と評した。

### 興行収入
アメリカ合衆国とカナダでは累計で1億8716万8425ドル、その他の国々で4億0003万6243ドル、全世界で5億8720万4668ドルを売り上げた。2013年の映画で11位、2013年のアニメ映画で4位（1位は『アナと雪の女王』）、ドリームワークス・アニメーションのオリジナル映画（続編でない映画）では『カンフー・パンダ』に次いで2位である。2014年1月の時点で世界興行収入は歴代映画で89位、歴代アニメで21位となった。
アメリカ合衆国とカナダでは初日に1160万ドルを売り上げた。公開初週末には4046劇場で4360万ドルを売り上げて1位となった。これはドリームワークス・アニメーションの前作『ガーディアンズ 伝説の勇者たち』を上回る成績であるが、同スタジオのオリジナル映画『メガマインド』、『ヒックとドラゴン』を下回った。
北アメリカ以外では初週末で6240万ドルを売り上げて1位となった。54カ国で初登場1位となった。

## サウンドトラック
映画音楽はアラン・シルヴェストリが作曲し、2013年3月15日にレラティビティ・ミュージック・グループよりデジタル発売、3月26日にソニー・クラシカル・レコーズよりCD発売された。サウンドトラックにはアウル・シティーによるオリジナル曲「Shine Your Way」も収録される。
| #         | タイトル                                 | 作詞  | 作曲・編曲 | 時間 |
| --------- | ---------------------------------------- | ----- | ---------- | ---- |
| 1.        | 「Shine Your Way」(歌: アウル・シティー) |       |            | 3:27 |
| 2.        | 「Prologue」                             |       |            | 2:08 |
| 3.        | 「Smash and Grab」                       |       |            | 4:09 |
| 4.        | 「Bear Owl Escape」                      |       |            | 2:45 |
| 5.        | 「Eep and the Warthog」                  |       |            | 3:52 |
| 6.        | 「Teaching Fire to Tiger Girl」          |       |            | 1:55 |
| 7.        | 「Exploring New Dangers」                |       |            | 3:33 |
| 8.        | 「Piranhakeets」                         |       |            | 2:24 |
| 9.        | 「Fire and Corn」                        |       |            | 2:06 |
| 10.       | 「Turkey Fish Follies」                  |       |            | 4:17 |
| 11.       | 「Going Guys Way」                       |       |            | 3:15 |
| 12.       | 「Story Time」                           |       |            | 3:55 |
| 13.       | 「Family Maze」                          |       |            | 3:21 |
| 14.       | 「Star Canopy」                          |       |            | 2:07 |
| 15.       | 「Grug Flips His Lid」                   |       |            | 1:44 |
| 16.       | 「Planet Collapse」                      |       |            | 1:44 |
| 17.       | 「We'll Die If We Stay Here」            |       |            | 5:28 |
| 18.       | 「Cave Painting」                        |       |            | 1:12 |
| 19.       | 「Big Idea」                             |       |            | 2:34 |
| 20.       | 「Epilogue」                             |       |            | 4:25 |
| 21.       | 「Cave Painting Theme」                  |       |            | 2:52 |
| 22.       | 「The Crood's Family Theme」             |       |            | 5:54 |
| 23.       | 「Cantina Croods」                       |       |            | 1:12 |
| 合計時間: | 合計時間:                                | 70:17 |            |      |

| #   | タイトル                                                               | 作詞 | 作曲・編曲 | 時間 |
| --- | ---------------------------------------------------------------------- | ---- | ---------- | ---- |
| 24. | 「Shine Your Way (Adam Young Remix)」(歌: アウル・シティー feat. Yuna) |      |            | 3:19 |

| 『The Croods』                                                                                                 | 『The Croods』                                |                              |
| アラン・シルヴェストリ の 映画音楽                                                                             | アラン・シルヴェストリ の 映画音楽            |                              |
| --- | --------------------------------------------- | ---------------------------- |
| リリース | 2013年3月15日                                 |                              |
| 録音 | 2012年                                        |                              |
| ジャンル | 映画音楽                                      |                              |
| 時間 | 70:17                                         |                              |
| レーベル | レラティビティ・ミュージック・グループ        |                              |
| アラン・シルヴェストリの映画音楽 アルバム 年表                                                                 |                                               |                              |
| \| 『フライト』 （2012年） \| 『クルードさんちのはじめての冒険』 （2013年） \| 『REDリターンズ』 （2013年） \| |                                               |                              |
| テンプレートを表示                                                                                             |                                               |                              |
| 『フライト』 （2012年）                                                                                        | 『クルードさんちのはじめての冒険』 （2013年） | 『REDリターンズ』 （2013年） |

| 『フライト』 （2012年） | 『クルードさんちのはじめての冒険』 （2013年） | 『REDリターンズ』 （2013年） |